# Tasiocera bipennata
Tasiocera bipennata är en tvåvingeart som beskrevs av Alexander 1928. Tasiocera bipennata ingår i släktet Tasiocera och familjen småharkrankar. Inga underarter finns listade i Catalogue of Life.